# أبغرم (تيران وكرون)
أبغرم هي قرية في مقاطعة تيران وكرون، إيران. عدد سكان هذه القرية هو 705 في سنة 2006.